# Il mistero dello scheletro
Il mistero dello scheletro (titolo originale The Skeleton in the Clock) è un romanzo giallo pubblicato nel 1948 da John Dickson Carr con lo pseudonimo di Carter Dickson, edito in Italia da Arnoldo Mondadori Editore nella collana Il Giallo Mondadori. È il diciottesimo romanzo che ha come protagonista Sir Henry Merrivale, noto come "Il Vecchio" o semplicemente "H.M."

## Trama
Martin Drake, un artista, conosce una ragazza di nome Jenny in un viaggio notturno in treno durante la guerra e se ne innamora all'istante. Ma a causa dell'oscuramento la perde di vista in una stazione. Non conoscendo il suo cognome, non è riuscito a rintracciarla, ma dopo quasi tre anni non l'ha dimenticata. È dunque per lui uno shock incontrarla inaspettatamente in una casa d'aste dove si è recato in compagnia di Sir Henry Merrivale, il Vecchio. Anche Jenny è ancora innamorata di lui, ma accenna a problemi familiari che emergono immediatamente nello scontro furibondo che si accende tra Sir Henry e la nonna di Jenny, Sophia (sua vecchia amica/nemica) per aggiudicarsi all'asta un bizzarro esemplare: un orologio a pendolo contenente uno scheletro al posto del meccanismo. Martin approfitta dell'invito del famoso avvocato John Stannard a trascorrere una notte nel braccio della morte del carcere abbandonato di Pentecost per recarsi nel piccolo villaggio dove vive Jenny, che si trova vicino all'ex penitenziario. Anche Sir Henry, in compagnia dell'ispettore capo Masters, è sul posto, per via di alcune lettere anonime giunte a Scotland Yard su un famoso caso di vent'anni prima. La morte di Sir George Fleet, precipitato dal tetto della propria casa, apparve all'epoca un incidente, ma forse, come insinuano le lettere, in realtà fu un omicidio. Sir Henry inizia a sospettare che l'orologio possa essere collegato al caso.

## Personaggi principali
- Martin Drake - artista
- Jennifer "Jenny" Brayle - la sua "ragazza del treno"
- Sophia Brayle - nonna di Jenny, amica di Sir Henry
- Ruth Callice - amica di Martin
- John Stannard - avvocato
- Cicely Fleet - vedova di Sir George Fleet
- Richard "Ricky" Fleet - suo figlio
- Arthur Puckston - proprietario di un pub
- Enid Puckston - sua figlia
- Humphrey Masters - ispettore capo di Scotland Yard
- Sir Henry Merrivale - il Vecchio

## Critica
"...uno splendido esercizio di deduzione e un'occasione per una gita fuori città per Sir Henry Merrivale, che si trova ad avere a che fare non solo con un assassino, ma anche con un'aggressiva nobildonna (...)  Gli indizi sono sottili e psicologici, ma ragionevolmente leali, e ci sono ampi tratti di umorismo alla Wodehouse, in mezzo all'orribile e al grottesco."

## Edizioni
- Carter Dickson, Il mistero dello scheletro, traduzione di A.M. Francavilla, collana Classici del Giallo n. 929, Arnoldo Mondadori Editore, 2002,  p. 281.